# Dobsonia
Dobsonia é um gênero de morcegos da família Pteropodidae.

## Espécies
- Dobsonia anderseni Thomas, 1914
- Dobsonia beauforti Bergmans, 1975
- Dobsonia chapmani Rabor, 1952
- Dobsonia crenulata Andersen, 1909
- Dobsonia emersa Bergmans e Sarbini, 1985
- Dobsonia exoleta Andersen, 1909
- Dobsonia inermis Andersen, 1909
- Dobsonia magna Thomas, 1904
- Dobsonia minor (Dobson, 1879)
- Dobsonia moluccensis (Quoy e Gaimard, 1830)
- Dobsonia pannietensis (De Vis, 1905)
- Dobsonia peronii (É. Geoffroy, 1810)
- Dobsonia praedatrix Andersen, 1909
- Dobsonia viridis (Heude, 1896)